# Centre nature de Botrange
La Maison du Parc - Botrange (en allemand : Naturparkzentrum Botrange) est un centre d'accueil, un musée (exposition permanente Fania) et le siège du Parc naturel Hautes-Fagnes – Eifel. Il se situe au sud du signal de Botrange dans la commune de Waimes en province de Liège (Belgique).

## Historique, situation  et description
Autrefois appelée "Centre nature", la Maison du parc - Botrange a été construite en 1984 sur le plateau des Hautes Fagnes à environ 1 km au sud du signal de Botrange, le point culminant de Belgique (altitude 694 m) et à quelques dizaines de mètres à l'ouest de la route nationale 676 Mont Rigi-Sourbrodt. La maison du Parc se trouve à l'altitude 655 m. Cet imposant bâtiment se compose de deux pavillons principaux bâtis en moellons de grès et recouverts d'une toiture en ardoises.
La partie allemande, le parc naturel Nordeifel, est gérée par une équipe allemande basée à Nettersheim.

## Fonctions
Le Centre nature de Botrange qui est la maison du parc naturel Hautes-Fagnes – Eifel promeut un tourisme doux, conciliant la protection du milieu (déboisement de résineux, nettoyage de berges) et l’aménagement d’une infrastructure adaptée au tourisme :
- L'exposition Fania montre d'une manière originale, informative, interactive, ludique et esthétique les différents visages du plateau des Hautes Fagnes par des panneaux explicatifs et des photographies ; elle comprend aussi un tunnel sensoriel faisant appel à tous les sens du visiteur.
- Le centre est le départ de nombreuses randonnées à ski ou à pied comme le parcours didactique vers la Fagne de Neûr Lowé.
- Des promenades guidées avec guide agréé permettent aux randonneurs de pénétrer en zone C des Hautes Fagnes.
- Des locations de skis et de vélos électriques sont possibles suivant la saison.
- Une randonnée de 18 km est possible en char à bancs tiré par un tracteur de la fin mars au début novembre.
- Des activités éco-pédagogiques sont organisées pour des groupes scolaires.
- Le bâtiment dispose de plusieurs salles pouvant servir à plusieurs usages.
- Un grand parking, une plaine de jeux, une boutique verte et une cafétéria accueillent les visiteurs.